# Sisto Badalocchio

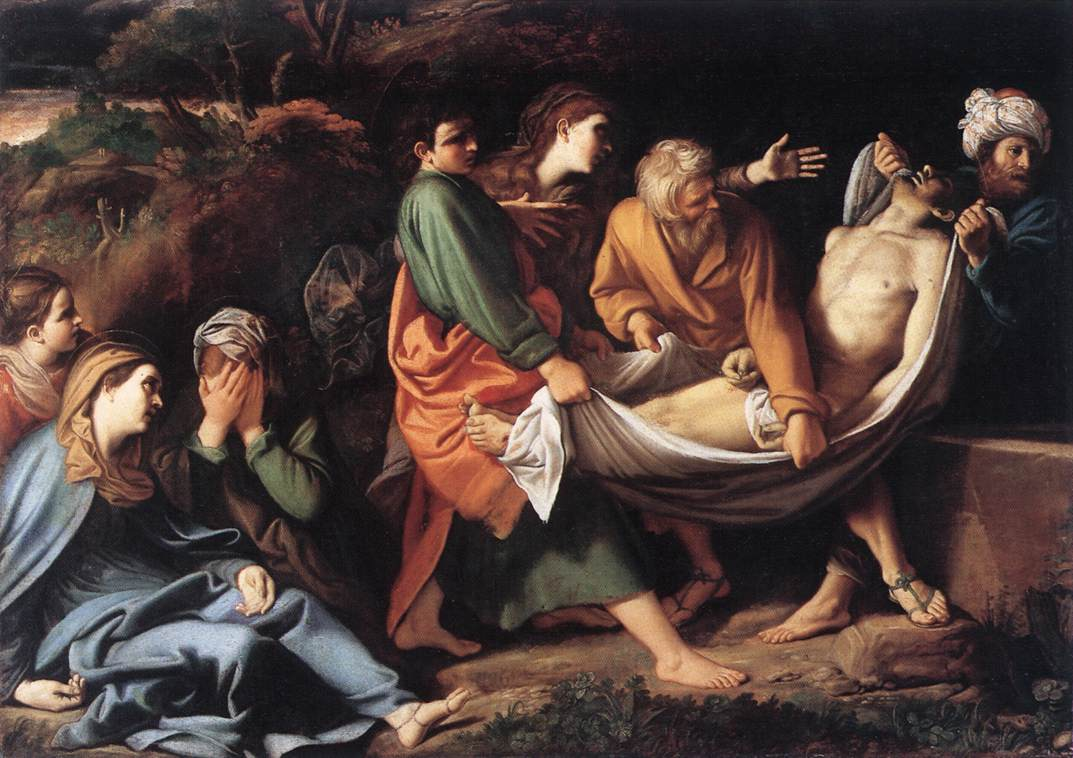
Złożenie do grobu (1610)

Sisto Rosa Badalocchio (ur. 1585 w Parmie, zm. 1619 w Bolonii) – włoski malarz i grafik okresu wczesnego baroku.
Był uczniem Annibale Carracciego. Działał w Rzymie, Parmie i Bolonii. Współpracował z Agostinem Carraccim. Był współdekoratorem galerii pałacu Farnese w Rzymie. Tworzył pod wpływem akademizmu bolońskiego i naturalizmu Caravaggia.

## Wybrane dzieła
- Chrystus i Samarytanka (1610-19), Mint Museum of Art, North Carolina
- Chrystus w glorii, Muzeul National Brukenthal, Sybin
- Święta Rodzina (ok. 1610), Wadsworth Atheneum, Hartford
- Złożenie Chrystusa do grobu, Muzeul National Brukenthal, Sybin
- Złożenie do grobu (ok. 1610), Galeria Borghese, Rzym
- Złożenie do grobu (po 1609), National Gallery w Londynie
- Zuzanna i starcy (ok. 1609), John and Mable Ringling Museum of Art, Sarasota